# Otra vez
Otra vez é um álbum de estúdio da boy band porto-riquenha MDO lançado em 2005, pela gravadora OLE Music. Produzido por Alejandro Jaén e gravado entre Miami e Porto Rico, o disco reúne dez faixas que transitam entre baladas emocionais e músicas animadas, explorando fusões de gêneros como rock, ska e ritmos caribenhos. A formação incluía os integrantes Daniel Rodríguez, Elliot Suro, Lorenzo Duarte e Luis Montes.
A divulgação do álbum envolveu uma turnê promocional que passou por diversos países e incluiu apresentações marcantes, além de um videoclipe gravado nas estações do trem urbano de Porto Rico. Comercialmente, Otra Vez foi bem recebido, estreando em posições significativas nas paradas latinas e alcançando o segundo lugar na Latin Pop Albums. O sucesso rendeu ao grupo discos de ouro nos Estados Unidos e no México.
No mesmo ano do lançamento do álbum, a gravadora OLE Music lançou uma edição especial que incluía oito das dez canções do CD em versões acústicas, além de um DVD que incluía o EPK de Otra vez, dois videoclipes e uma galeria de fotos.

## Produção e gravação
O álbum foi produzido por Alejandro Jaén e gravado em estúdios localizados em Miami e Porto Rico. A produção reúne uma seleção de dez faixas que exploram diferentes emoções e experiências, com destaque para baladas e músicas animadas. Entre os gêneros trabalhados estão fusões de rock, ska e ritmos caribenhos, que ampliam a diversidade musical do disco. A equipe de compositores inclui nomes como Rudy Pérez, Roberto Livi, Jorge Luis Piloto, Fernando Osorio, Juan Carlos Pérez Soto e Rayito, que colaboraram para criar letras e melodias repletas de sentimentos.

## Lançamento e divulgação
O lançamento ocorreu em 25 de janeiro, e o CD foi lançado sob o selo OLE MUSIC.
A divulgação incluiu uma extensa turnê promocional, que passou pela República Dominicana, Honduras, Miami e Porto Rico, com apresentações de destaque, como no evento "Festi Juventud" ao lado de artistas como Shalim e Don Omar. Outras localidades em que a turnê passou incluem El Salvador, Filadélfia, Nova Iorque, Los Angeles e Washington, D.C.. O MDO realizou uma abordagem diferenciada nos shows, incorporando instrumentos como guitarra, tocados por alguns integrantes, e destacando as habilidades vocais de Luis Montes.

## Singles
Apenas um single foi lançado para a promoção do trabalho, a canção "Otra vez". Lançada em 2005, a faixa apareceu em duas das paradas de sucesso da revista Billboard: na Hot Latin Tracks, na qual teve como pico a posição de número 10, e na Latin Pop Airplay na qual atingiu pico na posição de número 6, por duas semanas consecutivas. A canção integrou a trilha da telenovela Juana la virgen exibida pela Univisión Puerto Rico.
O videoclipe foi dirigido pelo empresário e criador do grupo, Edgardo Díaz, e gravado ao longo de dois dias nas instalações do trem urbano em Porto Rico. As filmagens ocorreram em diversas estações, como Cupey, Universidad e Jardines, destacando também obras públicas que adornam o espaço, incluindo o mural "Mi Río Piedras" e os murais "Esporas", de Edgardo Rodríguez Luiggie, e "Enpapelando la Ciudad", de Eric Shroeder Vivas. Diferente de videoclipes com narrativas, este prioriza a interpretação individual dos integrantes, sem uma história central, mas valorizando a apresentação visual do grupo. Angie Cortés, finalista do concurso "Chica MDO", aparece nas gravações, como convidada especial.

## Desempenho comercial
Comercialmente, o álbum também obteve sucesso. Em 12 de fevereiro de 2005, estreou na parada musical Top Latin Albums, da revista Billboard, na posição de número 56. Eventualmente, atingiu como pico a posição de número 12 nesta lista. Na parada Latin Pop Albums atingiu a posição de número 2.
Em relação aos prêmios pelas vendas do trabalho, o CD foi condecorado com um disco de ouro nos Estados Unidos. No México, receberam o prêmio das mãos de José Luis Rodríguez e María Inés Guerra, no programa Disco de oro, da TV Azteca.

## Lista de faixas
- Créditos adaptados do CD Otra Vez, de 2005,[15] e da edição especial Onda Acústica, lançada no mesmo ano.[16]

| Otra vez |                         |                                                         |         |  |
| N.º      | Título                  | Compositor(es)                                          | Duração |  |
| 1.       | "Otra Vez"              | Y. Marrufo, S. Primera                                  |         |  |
| 2.       | "Para tu Olvido"        | W. Paz, A. Rayo Gibo                                    |         |  |
| 3.       | "Eso Es"                | F. Osorio, J.C. Perez Soto                              |         |  |
| 4.       | "Este Loco"             | W. Paz, R. Vergara                                      |         |  |
| 5.       | "La Voy a Buscar"       | R. Perez                                                |         |  |
| 6.       | "Si tu no Estas"        | A. Jaen, E. Ender                                       |         |  |
| 7.       | "Al Menos Yo"           | Y. Marrufo, D. Sanz                                     |         |  |
| 8.       | "No Es Demasiado Tarde" | J.L. Piloto, M. Succetti                                |         |  |
| 9.       | "Maldita Luna"          | J. Diez, R. Vergara                                     |         |  |
| 10.      | "Ella"                  | Y. Marrufo, Jesus Hidalgo, Janio Hidalgo, Jamie Hidalgo |         |  |

| Onda Acústica (CD) |                         |                            |         |  |
| N.º                | Título                  | Compositor(es)             | Duração |  |
| 1.                 | "Este Loco"             | W. Paz, R. Vergara         | 3:43    |  |
| 2.                 | "Lo Que Juramos"        |                            | 3:03    |  |
| 3.                 | "Otra Vez"              | Y. Marrufo, S. Primera     | 3:53    |  |
| 4.                 | "Maldita Luna"          | J. Diez, R. Vergara        | 4:03    |  |
| 5.                 | "La Voy A Buscar"       | R. Perez                   | 3:39    |  |
| 6.                 | "Al Menos Yo"           | Y. Marrufo, D. Sanz        | 3:27    |  |
| 7.                 | "Para Tu Olvido"        | W. Paz, A. Rayo Gibo       | 4:42    |  |
| 8.                 | "Como Hago Sin Ti"      |                            | 4:42    |  |
| 9.                 | "No Es Demasiado Tarde" | J.L. Piloto, M. Succetti   | 3:56    |  |
| 10.                | "Eso Es"                | F. Osorio, J.C. Perez Soto | 3:40    |  |

| Onda Acústica (DVD) |                                |                |         |  |
| N.º                 | Título                         | Compositor(es) | Duração |  |
| 1.                  | "Al Menos Yo" (Videoclipe)     |                | 3:29    |  |
| 2.                  | "Otra Vez" (Videoclipe)        |                | 3:55    |  |
| 3.                  | "EPK "Otra Vez" (Documentário) |                | 4:08    |  |
| 4.                  | "Photo Gallery"                |                |         |  |

## Tabelas

### Tabelas semanais
| Tabela musical (2002)                       | Melhor posição |
| ------------------------------------------- | -------------- |
| Estados Unidos (Billboard Top Latin Albums) | 12             |
| Estados Unidos (Billboard Latin Pop Albums) | 2              |
| Estados Unidos (Billboard Top Heatseekers)  | 22             |

## Certificações e vendas
| Região                    | Certificação | Vendas certificadas |
| ------------------------- | ------------ | ------------------- |
| Estados Unidos Porto Rico | Ouro         | 50,000^             |
| México                    | Ouro         | 50,000^             |